# 篠本城
篠本城（ささもとじょう）は、千葉県山武郡横芝光町篠本付近にあった中世日本の城。

## 概要
篠本城は標高約36メートルの舌状台地上に立地し、南北190メートル、東西160メートルの規模を有する城跡であり、1993年（平成5年）から1996年（平成8年）に城域のほぼ全て2.93ヘクタールの発掘調査が行われた。出土遺物には、南宋から明代の青磁、白磁、瀬戸窯、常滑窯製品、「妙胤」「禅林」の墨書や、カワラケや内耳鍋を含む土器類、銅鏡や蝶番、切羽などの金属製品、あるいは茶臼、硯、板碑、石塔などの石製品があり、日常用品から茶道具まで多岐にわたっている。これら出土遺物の年代から、当城の最盛期は15世紀前半で、16世紀初頭までには廃絶したと推定される。なお、これら遺物は2018年（平成30年）4月に町指定有形文化財に指定されている。
また発掘調査の結果、人為的に埋め戻されたと見られる空堀が多数みつかり、城内は4つの曲輪に区画されていたことが判明した。曲輪とは、軍事的・政治的な意図を持って、削平・盛土された平面空間と定義でき、15世紀後半に曲輪を連ねる構造が発達し始めたとされ、戦国時代以降の城館では複数の曲輪を意図的に配置し、一郭を主とし二郭以降を従とする構成が一般的である。しかし、篠本城は主従の関係が明確でない空間で構成されており、このことから戦国時代当初の城館では、曲輪間に主従の関係は無かったとも考えられるようになった。
なお、篠本城の存続した15世紀前葉から16世紀初頭は当地域の史料の空白時期と重なることから在地領主との関わりは不明である。しかし、多量の中世陶磁器や五輪塔・宝篋印塔などの石塔が伴出し、城内で日常生活が営まれていたことが想定され、城郭自体が村落形態をとることから、城郭を領主層の居城と捕らえる従来の考え方とは別の見地からの考察も必要であろうとされている。
篠本城は、丘陵上の各郭に主従関係の明確でない建造物のブロックが存立して全体で城館を成す群郭式城館で、各郭ごとにイエが成立していたとみられる。領主のイエ構造にピラミッド構造はなく、それは一揆的なものであったと考えられる。類例に、青森県の根城、神奈川県の茅ヶ崎城がある。